# Polytechnische Universität Madrid

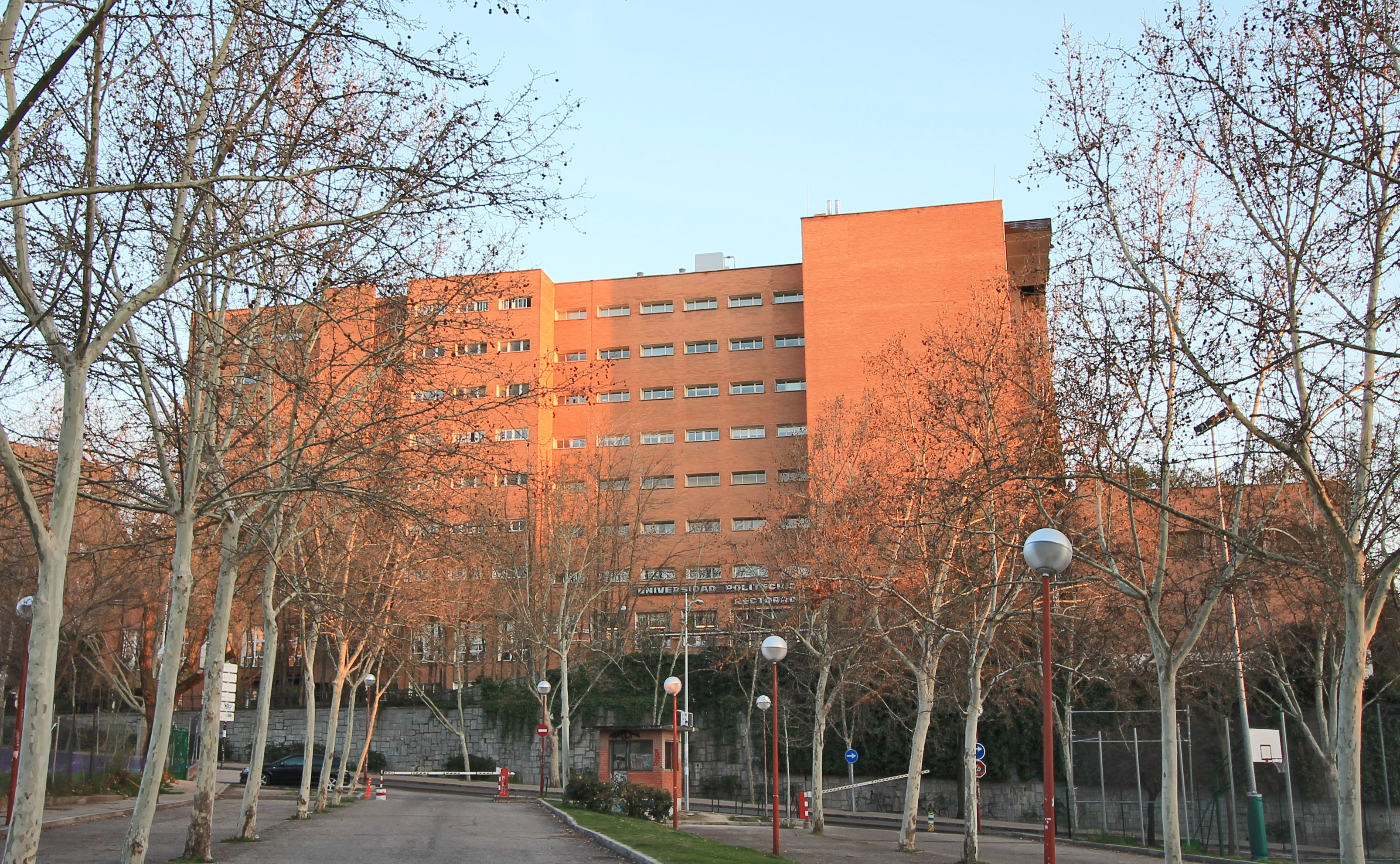
Rektorat

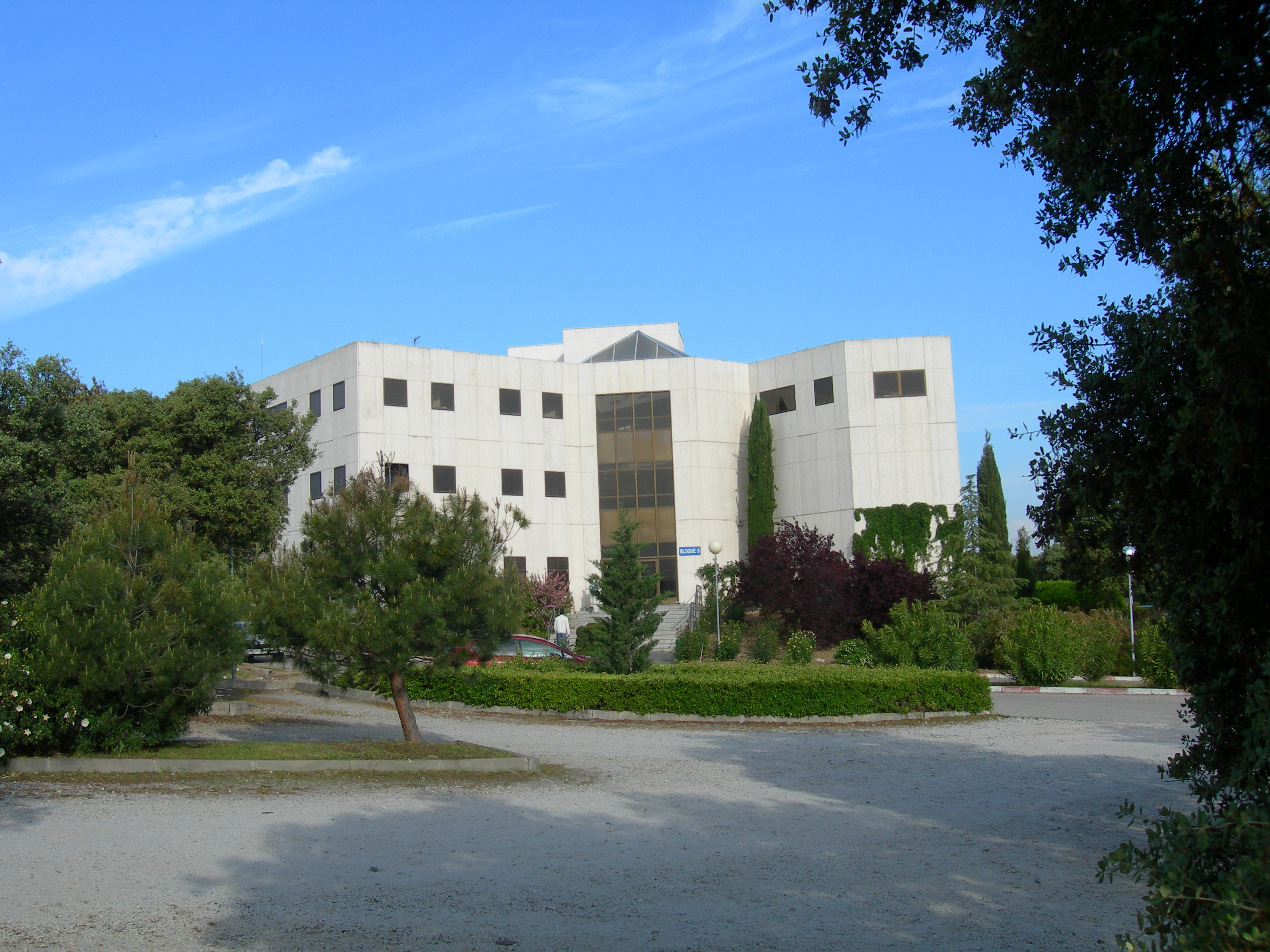
Fakultät für Informatik (Block 5)

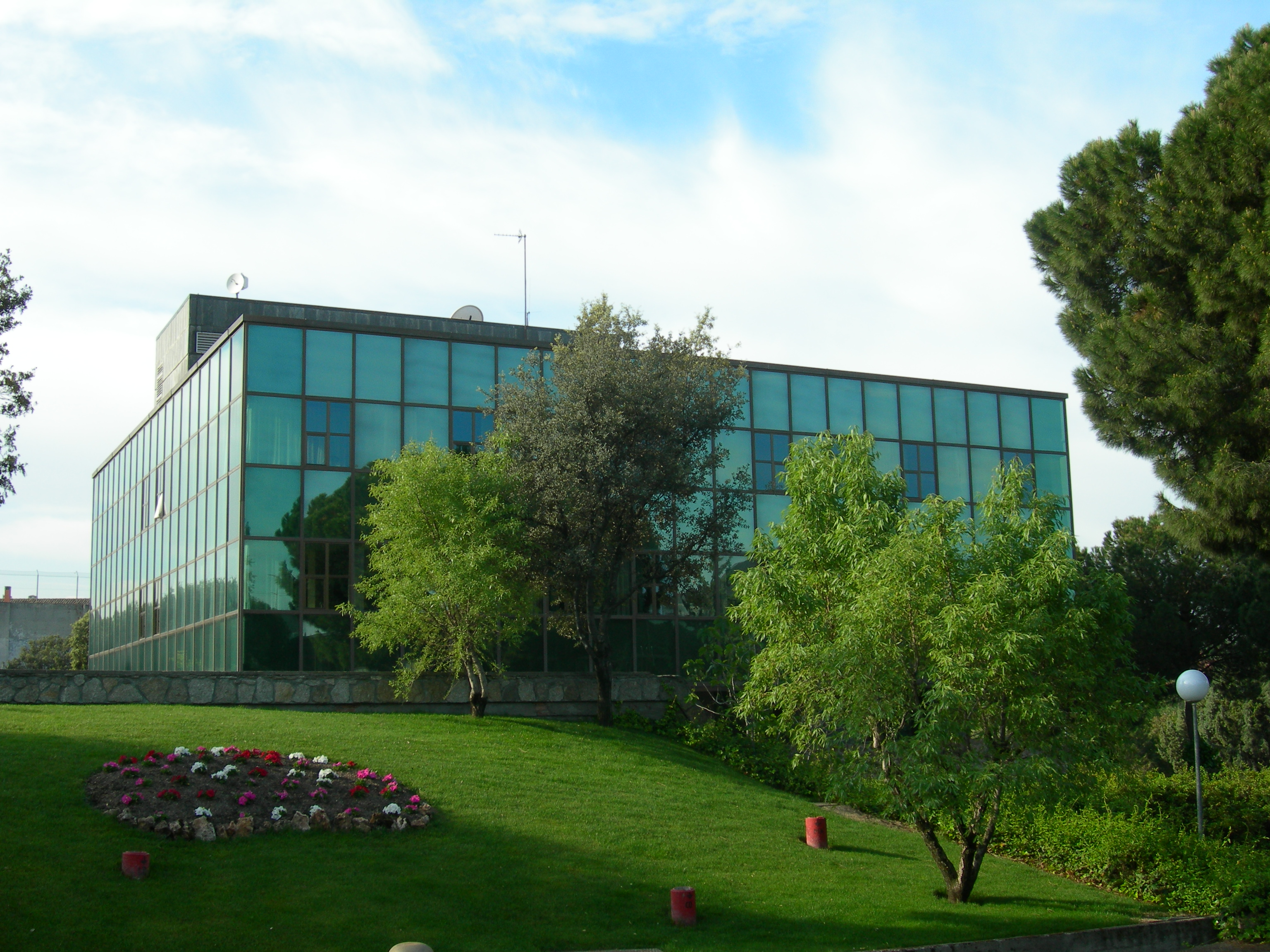
Fakultät für Informatik (Block 1)

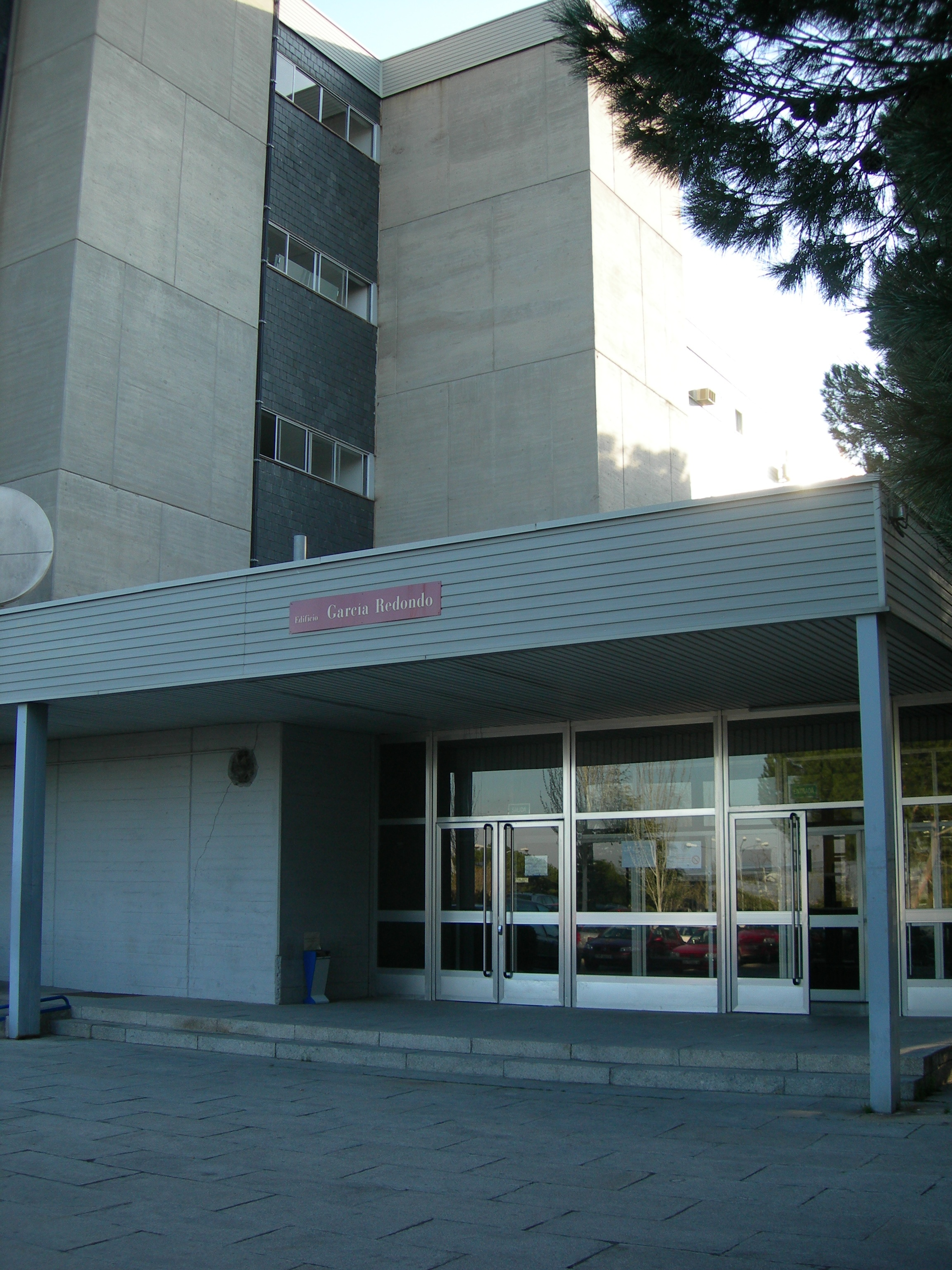
Eingang zur Fakultät für Ingenieurwissenschaften und Telekommunikation (ETSIT)

Die Polytechnische Universität Madrid (spanisch Universidad Politécnica de Madrid, UPM) ist eine Technische Universität in Madrid. Sie entstand 1971 aus dem Zusammenschluss mehrerer getrennter Technischer Hochschulen in der spanischen Hauptstadt und der technischen Fakultäten der ehemaligen Universität Madrid, deren Hauptteil heute die Universität Complutense Madrid bildet.
Die Universität ist Mitglied des TIME-Netzwerkes, das es den Studenten ermöglicht, an einem Doppeldiplomprogramm mit führenden Universitäten im Ausland teilzunehmen.

## Geschichte
Die Ursprünge der technischen Studien in Spanien begann im Jahr 1582 mit der Gründung der Königlichen Akademie der Mathematik unter König Philipp II.
Obwohl die Polytechnische Universität Madrid 2006 erst ihren 35. Geburtstag feierte, wurden die Mehrheit ihrer verschiedenen Fakultäten zwischen dem 17. und 19. Jahrhundert gegründet, die bis 1971 unabhängig waren.

## Campus
Die Universitätszentren sind auf mehrere Orte in Madrid verteilt:
- Ciudad Universitaria, das Universitätsviertel in Madrid
- Campus de Montegancedo, in Boadilla del Monte nordwestlich von Madrid
- Campus Sur (Complejo Politécnico de Vallecas) im Süden Madrids
- Campus Centro: mehrere Standorte, die sich im Zentrum Madrids befinden

## Typen
Es gibt verschiedene Universitätstypen, welche im Folgenden aufgezählt werden:
- E.U. = Escuela Universitaria (Architektur und Informatik, Mindeststudiendauer 3 Jahre)
- E.U.I.T. = Escuela Universitaria de Ingeniería Técnica (alle anderen Studiengänge, Mindeststudiendauer 3 Jahre)
- E.T.S. = Escuela Técnica Superior de Arquitectura (Mindeststudiendauer 5 Jahre)
- E.T.S.I. = Escuela Técnica Superior de Ingenieros (alle anderen Studiengänge, Mindeststudiendauer 5 Jahre)

## Fakultäten
- E.T.S. Arquitectura (Architektur)
- E.T.S.I. Aeronáuticos (Luft- und Raumfahrt)
- E.T.S.I. Agrónomos (Agrarökologie)
- E.U.I.T. Aeronáutica (Luft- & Raumfahrt)
- E.T.S.I. Caminos, Canales y Puertos (Bauingenieurwesen)
- E.T.S.I. Industriales (Ingenieurwesen, z. B. Maschinenbau, Energietechnik, Wirtschaftsingenieurwesen)
- Facultad de Informática (Informatik)
- E.T.S.I. Minas (Bergbau)
- E.T.S.I. Montes (Forstwirtschaft)
- E.T.S.I. Navales (Schiffbau)
- E.T.S.I. Telecomunicación (Telekommunikation)

- E.U.I.T. Aeronáutica (Luft- & Raumfahrt)
- E.U.I.T. Agrícola (Agrarwissenschaft)
- E.U. de Arquitectura Técnica (Statik)
- E.U.I.T. Forestal (Forstwirtschaft)
- E.U.I.T. Industrial (Ingenieurwesen)
- E.U. de Informática (Informatik)
- E.U.I.T. Obras Públicas (Öffentliche Bautätigkeiten)
- E.U.I.T. Telecomunicación (Telekommunikation)
- E.U.I.T. Topográfica (Topografie)
- Facultad de Ciencias de la Actividad Física y del Deporte (INEF) (Sportwissenschaften)
- Escuela Politécnica de Enseñanza Superior (Kartographie, Vermessung, Materialwissenschaften)